# NGC 272

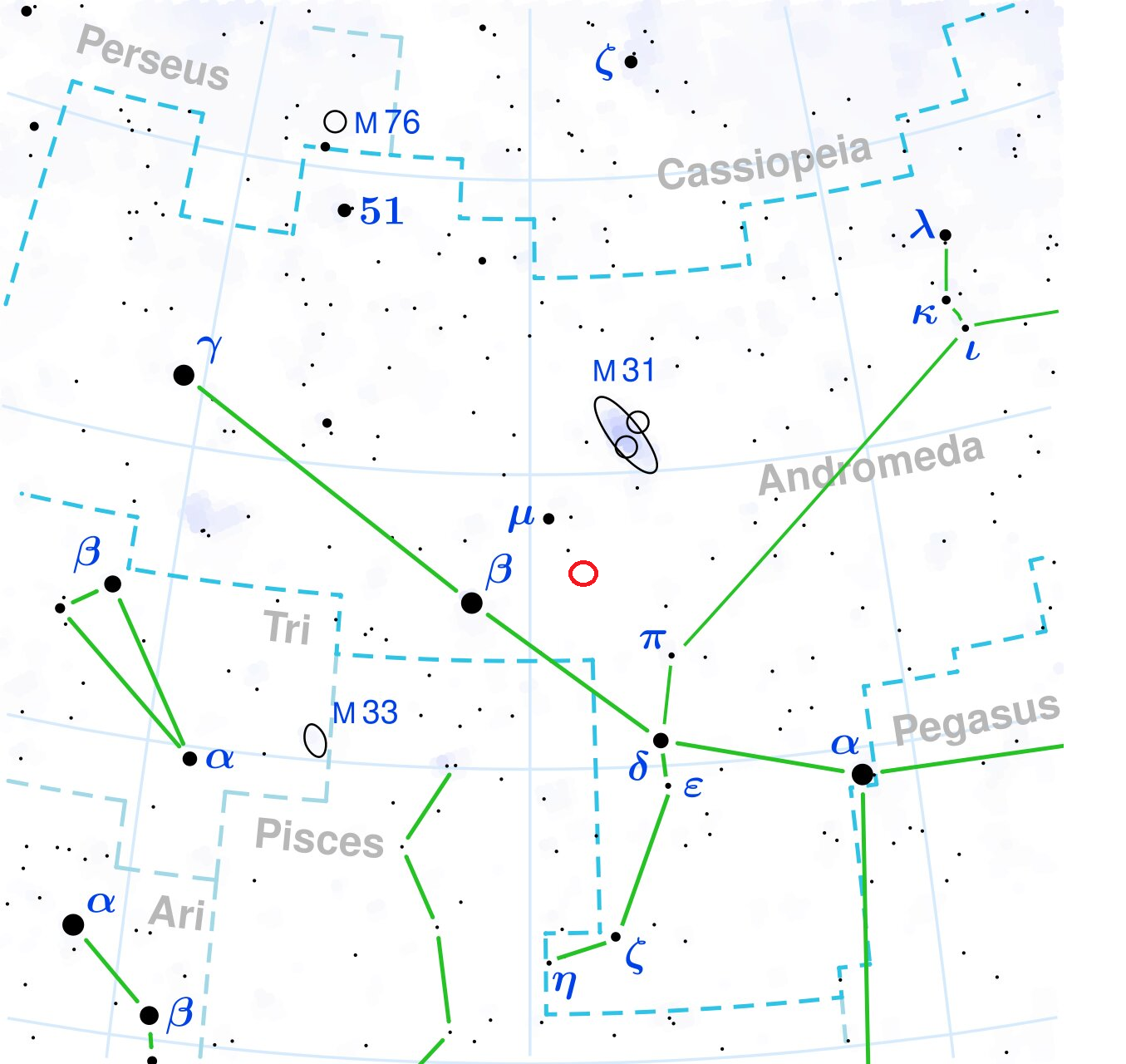
Ubicación del cúmulo NGC 272 en la constelación de Andrómeda.

NGC 272 es un cúmulo estelar abierto (que forma un asterismo en forma de 'L') ubicado en la constelación de Andrómeda. Fue descubierto el 2 de agosto de 1864 por el astrónomo alemán Heinrich d'Arrest.
Es un cúmulo con brillo tenue de sus estrellas, contiene menos de 50.